# Dolmen del Prat Clos
El Dolmen del Prat Clos és un monument megalític del terme comunal de Rià i Cirac, a la comarca del Conflent, de la Catalunya del Nord.
És al nord del Pla de Vall en So i de Llúgols.
Fou donat a conèixer per Jean Abelanet el 1970, recollint, però, dades anteriors.